# Homopode de Boulenger
Homopus boulengeri
Pour les articles homonymes, voir Homopode.
Espèce
Statut de conservation UICN

 EN  : En danger
Statut CITES
Homopus boulengeri, l'Homopode de Boulenger, est une espèce de tortues de la famille des Testudinidae.

## Répartition
Cette espèce est endémique d'Afrique du Sud. Elle se rencontre dans le désert du Karoo.

## Étymologie
L'espèce est nommée en l'honneur du zoologiste britannique d'origine belge George Albert Boulenger (1858-1937).

## Publication originale
- Duerden, 1906 : South African tortoises of the genus Homopus, with description of a new species. Records of the Albany Museum, vol. 1, p. 405–411 (texte intégral).